# El Mezquite, Tantoyuca
El Mezquite är en ort i Mexiko.   Den ligger i kommunen Tantoyuca och delstaten Veracruz, i den sydöstra delen av landet, 230 km nordost om huvudstaden Mexico City. El Mezquite ligger 107 meter över havet och antalet invånare är 233.
Terrängen runt El Mezquite är platt. Runt El Mezquite är det ganska tätbefolkat, med 83 invånare per kvadratkilometer. Närmaste större samhälle är Tantoyuca, 14,0 km nordväst om El Mezquite. Trakten runt El Mezquite består till största delen av jordbruksmark.